# Prințesa Charlotte Augusta de Wales
Prințesa Charlotte Augusta de Wales (7 ianuarie 1796 – 6 noiembrie 1817) a fost singurul copil al regelui George al IV-lea al Regatului Unit și al reginei Caroline.
Charlotte s-a căsătorit cu Leopold de Saxa-Coburg-Saalfeld la 2 mai 1816 la Casa Carlton din Londra. și a murit la 6 noiembrie 1817 a doua zi după ce a născut un copil mort. Dacă ar fi trăit ar fi devenit regină a Regatului Unit.

## Copilărie

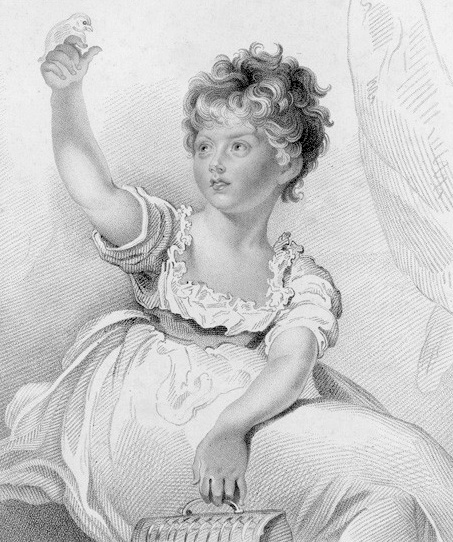
Charlotte as a young girl

Charlotte s-a născut la 7 ianuarie 1796 la Casa Carlton, reședința tatălui ei, George, Prinț de Wales. În timp ce George a fost ușor nemulțumit de faptul că nu avea un băiat, regele, care prefera fetițele, a fost încântat de nașterea nepoatei legitime și a sperat că nașterea va servi la reconcilierea dintre George și soția lui, Caroline. Acest lucru nu s-a întâmplat; la trei zile după nașterea Charlottei, George și-a făcut testamentul unde a scris că soția lui nu va avea nici un rol în educarea copilului lor și a lăsat toate bunurile sale lumești doamnei Fitzherbert. Mulți membri ai familiei regale au fost nepopulari, cu toate acestea, națiunea a sărbătorit nașterea Charlottei.
La 11 februarie 1796, a fost botezată Charlotte Augusta, după bunicile ei, regina Charlotte și Augusta, Ducesă de Brunswick-Lüneburg, la Palatul St James. Regele ea fost nașul ei.
În ciuda cererilor Carolinei pentru un tratament mai bun acum, că ea a dat naștere celui de-al doilea în linie la succesiunea tronului, George a restricționat contact ei cu copilul, interzicându-i să-o vadă pe fiica lor decât în prezența unei guvernante și a unei asistente medicale. Personalul casei nu l-a ascultat pe Prinț și i-a permis Carolinei să fie singură cu fiica ei. George a fost conștient de acest lucru, și a avut puține contacte cu Charlotte. Caroline a fost chiar suficient de îndrăzneță încât să iasă la plimbare pe străzile din Londra în trăsură cu fiica ei, în aplauzele mulțimii.
În august 1797, mama ei a părăsit Casa Carlton stabilindu-se în apropiere, la Blackheath. Carolina a continut să-și viziteze fiica și uneori Charlotta era dusă la Blackheath să-și viziteze mama însă nu i s-a permis niciodată să rămână în casa mamei ei.
În 1805, regele a început să facă planuri pentru educația Charlottei și a angajat un personal mare de instructori pentru singurul său nepot legitim. Potrivit biografului ei, Thea Holme, prezența profesorilor n-a impresionat-o pe Charlotte, care a ales să învețe doar ceea ce ea a vrut să învețe.

## Adolescența

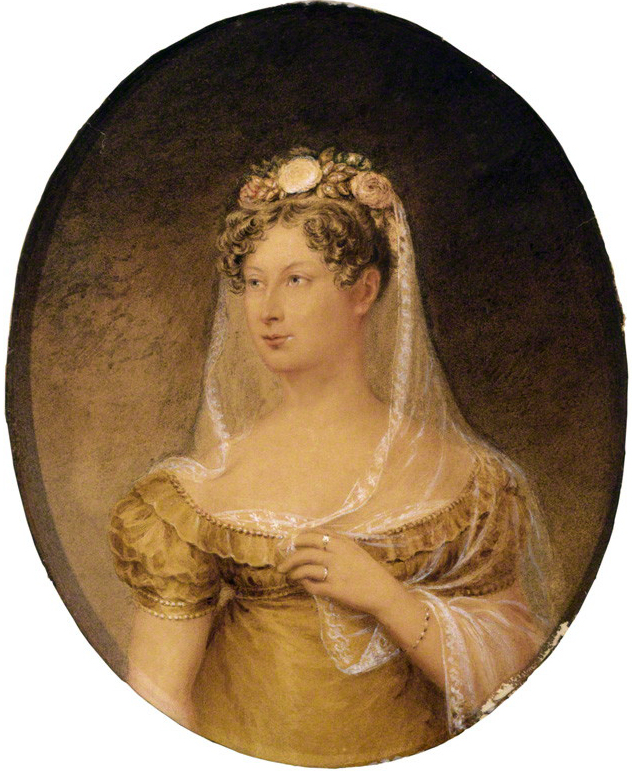
Prințesa Charlotte Augusta de Wales de Richard Woodman, 1816.

La sfârșitul anului 1810, regele George al III-lea a început decaderea sa finală în nebunie. Charlotte și regele au ținut foarte mult unul la celălalt și tânăra prințesă a fost foarte întristată de boala lui. La 6 februarie 1811, tatăl lui Charlotte a fost investit în funcția de Prinț Regent în fața Consiliului de Coroană. Charlotte a fost entuziastă de partidul Whig, la fel ca tatăl ei. Cu toate acestea, acum că el era în exercitarea atribuțiilor monarhiei, el nu a chemat liberalii atât de des așa cum aceștia se așteptau. Charlotte a fost scandalizat de ceea ce a văzut ca trădare tatălui ei, și, la operă, a demonstrat sprijinul său prin suflarea unei sărutări în direcția liderului Whig, Charles Grey, al 2-lea Conte Grey.
Cum Prințul Regent era ocupat cu afaceri de stat, Charlotte era obligată să-și petreacă mare parte din timpul la Windsor cu mătușile sale. Plictisită, s-a îndrăgostește de vărul ei primar, George FitzClarence, fiul nelegitim al Ducelui de Clarence. La scurt timp, FitzClarence a fost chemat la regimentul său iar Charlotte s-a îndrăgostit de locotenentul Charles Hesse, fiul nelegitim al unchiului ei, Frederic, Duce de York. Hesse și Charlotte au avut un număr de întâlniri clandestine iar mama sa a făcut tot posibilul să încurajeze relația, chiar punându-i la dispoziție o cameră în apartamentul ei. Aceste întâlniri s-au sfârșit când Hesse s-a alăturat forțelor britanice din Spania.
În 1813, George a început să ia în considerare în mod serios problema căsătoriei Charlottei. Prințul Regent și consilierii săi s-au decis asupra lui William, Prințul Moștenitor de Orange, fiul și moștenitorul lui William I al Olandei. O astfel de căsătorie ar putea crește influența britanică în nord-vestul Europei. William a făcut o impresie proastă Charlottei când l-a văzut prima dată, la petrecere de ziua lui George, la 12 august, atunci când a devenit în stare de ebrietate, așa cum a făcut însuși Prințul Regent și mulți dintre oaspeți.
Crezând că fiica sa intenționează să se căsătorească cu William, Duce de Gloucester, Prințul Regent a abuzat verbal atât fiica cât și pe Gloucester. La 12 decembrie, Prințul Regent a aranjat o întâlnire între Charlotte și Prințul de Orange, la o cină, apoi i-a cerut Charlottei părerea. Ea a declarat că îi place ceea ce a văzut până acum, lucru pe care George l-a luat ca o acceptare.
Negocierile de căsătorie au durat câteva luni, Charlotte insistând să nu fie obligată să părăsească Marea Britanie. La 10 iunie 1814, Charlotte a semnat contractul de căsătorie. La o petrecere la hotelul Pulteney din Londra, Charlotte l-a întâlnit pe generalul locotenent al cavaleriei ruse, Prințul Leopold de Saxa-Coburg-Saalfeld.
Prințesa de Wales s-a opus căsătoriei dintre fiica ei și Prințul de Orange și a avut un mare sprijin public: când Charlotte a ieșit în public, mulțimea a îndemnat-o să nu-și abandoneze mama prin căsătoria cu prințul de Orange. Charlotte l-a informat pe Prințul de Orange că, dacă se vor căsători, mama ei ar trebui să fie bine venită în casa lor, condiție inacceptabilă pentru Prințul Regent. Când Prințul de Orange n-a fost de acord, Charlotte a rupt logodna. Răspunsul tatălui ei a fost s-o izoleze la Casa Warwick (adiacentă Casei Carlton) nevând voie să vadă pe nimeni în afară de regină.
În primele luni ale anului 1815, Charlotte s-a fixat asupra lui Leopold ca soț. Ceremonia de căsătorie a avut loc la 2 mai 1816. La ora 9, la Casa Carlton, cu Leopold care a îmbrăcat pentru prima dată uniforma de general britanic (Prințul Regent a îmbrăcat uniforma de mareșal), cuplul s-a căsătorit. Rochia Charlottei a costat peste 10.000 ₤.

## Căsătorie și deces

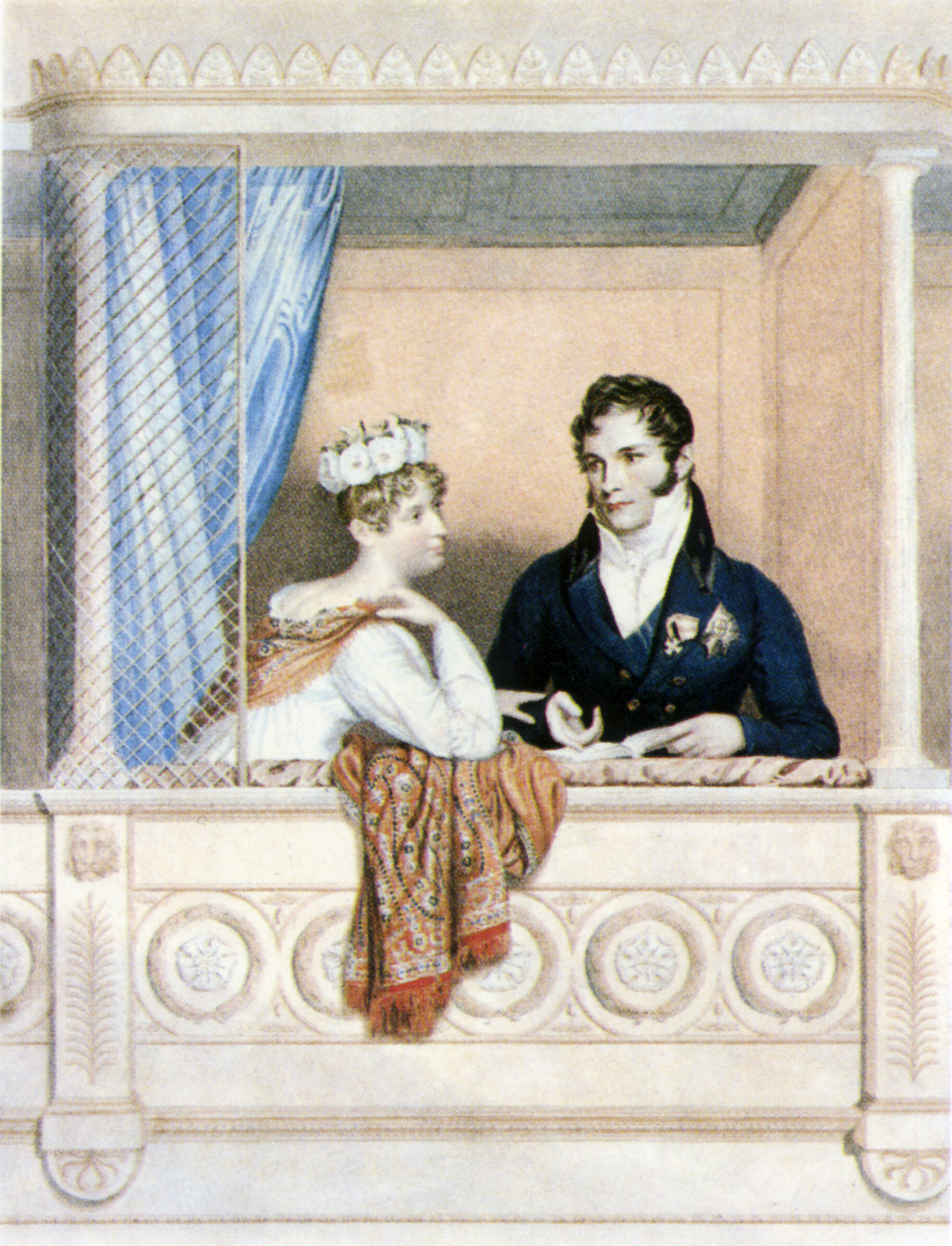
Charlotte Augusta și doțul ei, Prințul Leopold de Saxa-Coburg-Saalfied, de George Dawe.

Cuplul a petrecut luna de miere la Palatul Oatlands, reședința din Surrey a Ducelui de York și s-au întors la Londra pentru sezonul social. Au mers la teatru unde au fost aplaudați și li s-a cântat "God Save the King". Când s-a îmbolnăvit, publicul n-a fost îngrijorat de starea ei. S-a anunțat că Prințesa a suferit un avort spontan. La 24 august 1816, cuplul și-a stabilit reședința la Claremont.
Medicul lui Leopold, Christian Stockmar (mai târziu, Baron Stockmar, consilier al reginei Victoria și al Prințului Albert), a scris că în primele șase luni ale căsătoriei n-a văzut-o pe Charlotte purtând altceva decât lucruri simple și cu gust (anterior fusese criticată). De asemenea, a observat că Prințesa era mult mai calmă și mai sigură pe ea și a atribuit lui Leopold această influență.

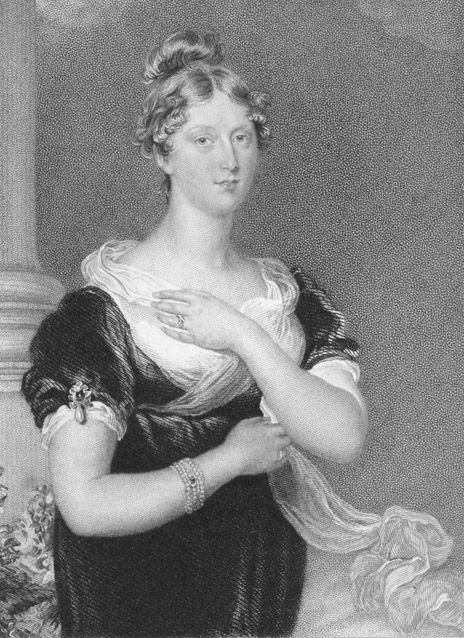
O gravură pe baza picturii lui Sir Thomas Lawrence; Charlotte însărcinată în stadiu final.

La 7 ianuarie, Prințul Regent a organizat un mare bal pentru a celebra aniversarea de 21 de ani ai Charlottei. La sfârșitul lui aprilie 1817, Leopold l-a informat pe Prințul Regent că Charlotte era din nou însărcinată. sarcina Charlottei a fost un subiect de mare interes public. Prințesa și-a petrecut timpul în liniște, a pozat pentru un portret lui Sir Thomas Lawrence, a mâncat mult și a făcut puțină mișcare. Apoi a încercat o dietă strictă în încercarea de a reduce dimensiunea copilului la naștere. Dieta și luările de sânge ocazionale, au slăbit-o pe Charlotte.
Prințesa credea că va naște în jurul datei de 19 octombrie însă la sfârșitul lui octombrie nu existau semne de naștere. Contracțiile au apărut în seara zilei de 3 noiembrie însă pe 5 noiembrie era clar că Charlotte nu putea expulza copilul. Medicii Croft și Matthew Baillie au decis să trimită după obstetricianul John Sims. Totuși, Croft nu i-a permis lui Sims să vadă pacientul și forcepsul nu a fost folosit. Potrivit lui Plowden, ei ar fi putut salvat-o și pe ea și pe copil, chiar dacă exista o rată ridicată de mortalitate atunci când se utilizau instrumente în epoca înainte de antiseptice.
La ora nouă în seara zilei de 5 noiembrie, Charlotte a născut un copil mort; copilul - un băiat - era foarte mare. Epuizată, Charlotte a ascultat veștile calmă. Puțin după miezul nopții, a început să vomite violent și să se plângă de dureri de stomac. A fost chemat Sir Richard, care a fost alarmat când și-a găsit pacientul rece la atingere, cu dificultăți de respirație și sângerare. I-a pus comprese calde și a început tratamentul acceptat la sângerare post-partum, dar sângele nu s-a oprit. L-a chemat pe Stockmar și a cerut să-l aducă pe Leopold. Stockmar nu l-a putut trezi pe Leopold și a mers s-o vadă pe Prințesă, care i-a prins mâna și i-a spus "M-au amețit". Stockmar a părăsit sala plănuind să încerce din nou să-l trezească pe Leopold dar a fost rechemat de vocea Charlottei. Când a intrat în cameră Prințesa era moartă.
Prințul Regent a fost prosternat de durere și nu a putut să participe la funeraliile copilului său. Prințesa Carolina a auzit știrea de la un curier și a intrat în șoc. Chiar și Prințul de Orange a izbucnit în lacrimi iar soția lui a poruncit doamnelor de la curte să poarte doliu. Cel mai mare efect l-a simțit Prințul Leopold.
Prințesa a fost înmormântată cu copilul la picioare în capela Castelului Windsor, la 19 noiembrie 1817. Regina și Prințul Regent au fost blamați că n-au asistat la naștere deși Charlotte a cerut în mod expres să stea departe. Mulți l-au blamat pe Croft pentru că nu a avut grijă de Prințesă. Prințul Regent a refuzat s-l învinovățească pe Croft; cu toate acestea, la trei luni după moartea Charlottei și în timp ce asista o altă tânără, Croft a luă un pistol și s-a împușcat mortal.
Decesul Charlottei l-a lăsat pe rege fără nepoți legitimi și cel mai mic copil al său avea peste 40 de ani. Ziarele au îndemnat fiii necăsătoriți ai regelui să se căsătorească. Un astfel de articol a ajuns la cel de-al patrulea fiu al regelui, Prințul Eduard, Duce de Kent și Strathearn, la casa sa din Bruxelles, unde locuia împreună cu amanta sa, Julie de St Laurent. Eduard și-a părăsit amanta și a cerut-o în căsătorie pe sora lui Leopold, Victoria, Prințesă de Leiningen. Deși Eduard nu a trăit suficient ca să vadă, fiica lor, Prințesa Victoria de Kent, a devenit moștenitoare și regină a Regatului Unit.
Leopold, care a devenit rege al Belgiei, a sfătuit-o de la distanță pe nepoata sa și a asigurat căsătoria dintre aceasta și nepotul său, Albert de Saxa-Coburg and Gotha.